# Лабович, Славко
Славко Лабович (серб. Slavko Labović; род. 17 ноября 1962, Колашин, Черногория, Югославия) — датский актёр сербского происхождения, наиболее известный по роли гангстера Радована в фильмах Николаса Виндинга Рефна «Дилер» (1996) и «Дилер 3» (2005). 

## Биография
Славко Лабович родился 17 ноября 1962 года в городке Колашин в Черногории в сербской православной семье из восьми человек. Когда ему было пять лет, его семья переехала в Данию, где получила квартиру в жилом комплексе в Баллерупе.
Дебютировал в 1996 году в криминальном фильме Николаса Виндинга Рефна «Дилер», в котором сыграл сербского гангстера Радована.
В 2008 году, после провозглашения независимости Косова Лабович собрал митинг напротив посольства США в Копенгагене. Летом того же года, когда был арестован президент Республики Сербской Радован Караджич, заявил, что считает его героем Сербии и отрицал возможность совершения военных преступлений с его стороны. В интервью 2001 года Лабович высказывался в поддержку Караджича и пытался устроить политическую кампанию с целью защиты президента.
В 2022 году Славко Лабович на своей странице в Facebook критически отозвался об освещении датской прессой войны на Украине и выразил поддержку России и президенту Владимиру Путину.

## Избранная фильмография
| Год  |   | Русское название          | Оригинальное название  | Роль    |
| ---- | - | ------------------------- | ---------------------- | ------- |
| 1996 | ф | Дилер                     | Pusher                 | Радован |
| 1999 | ф | В Китае едят собак        | I Kina Spiser de Hunde | Ратко   |
| 2001 | ф | Абсолютная сотня          | Апсолутних сто         | бандит  |
| 2004 | ф | Два вагона и четыре мафии | Den gode strømer       | Ваня    |
| 2005 | ф | Дилер 3                   | Pusher III             | Радован |
| 2022 | с | Ковбой из Копенгагена     | Copenhagen Cowboy      | Душан   |